# Bormisco
Bormisco (in greco antico: Βρομίσκος o Βορμίσκος?) era una città dell'antica Grecia ubicata in Macedonia nel golfo Strimonico.

## Storia
Tucidide la menziona come una delle città che dovette attraversare lo Spartano Brasida nel 424 a.C. mentre si recava ad Anfipoli e la pone dove il lago Bolbe (l'attuale Volvi) scorre verso il mare.
Viene inoltre menzionata come città tributaria di Atene, almeno nel 422 a.C., probabilmente in quanto facente parte della lega delio-attica.
Stefano di Bisanzio cita una tradizione secondo la quale a Bormisco morì il poeta tragico Euripide dilaniato dai cani.
La sua localizzazione sarebbe stata nei pressi dell'attuale Stavros.